# Emil Vollrath

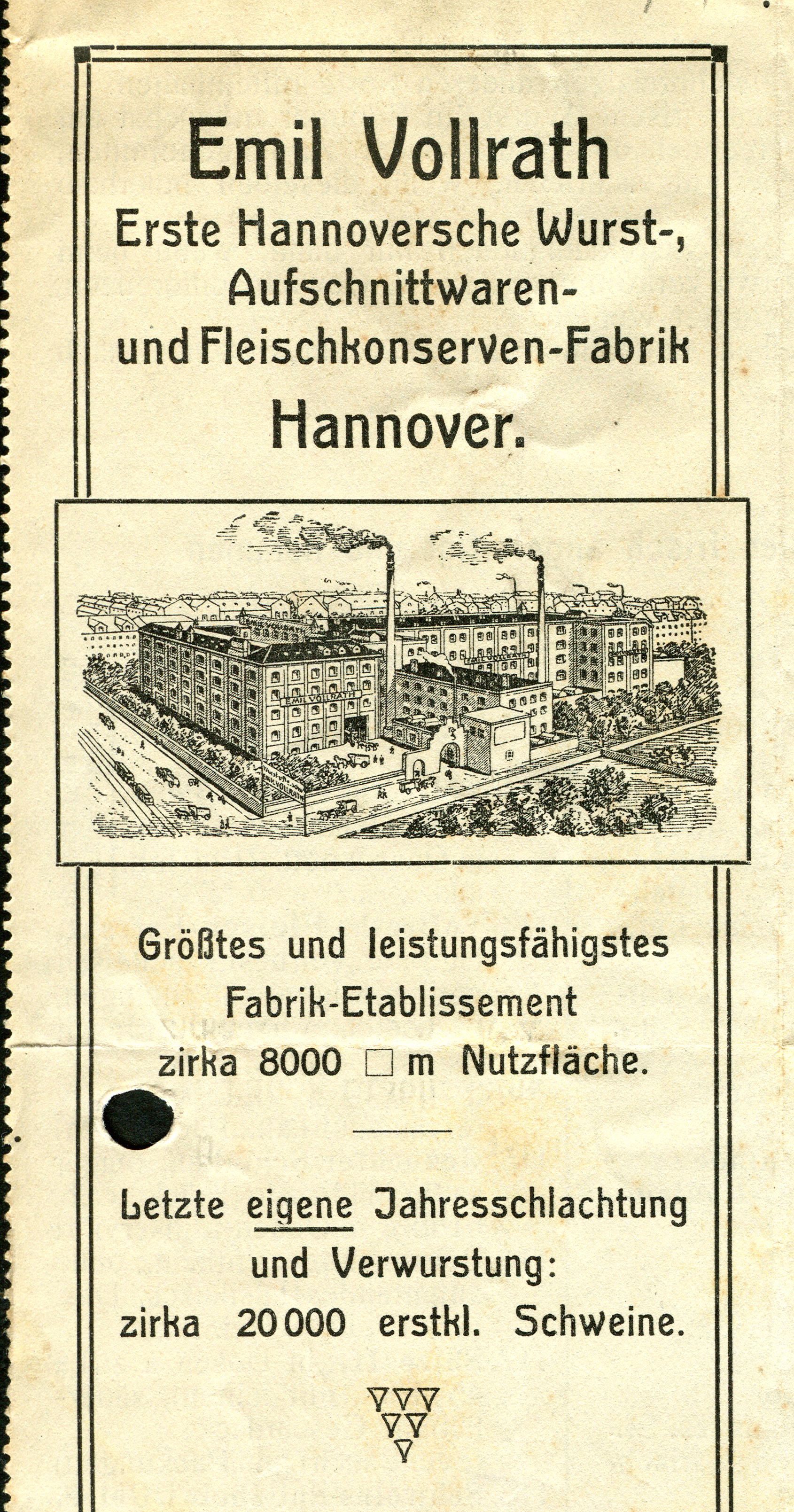
Abreissblock (Ausschnitt) von 1914 mit einer Abbildung des „Fabrik-Etablissements“ mit seinen rund 8.000 m² Nutzfläche

Emil Vollrath war der Name eines Unternehmens der deutschen Fleischverarbeitung mit Sitz in Hannover, das zu Beginn des 20. Jahrhunderts als größtes der Branche galt.

## Geschichte
Die Firma Emil Vollrath betrieb ihre Fabrik in der Calenberger Straße, wo auch der Fleischermeister und spätere Unternehmer Johann Weishäupl und dessen Ehefrau Elisabeth tätig waren, bevor die beiden noch während des Deutschen Kaiserreichs ab 1912 erst am Engelbosteler Damm und dann am Klagesmarkt selbst als Fleischwarenfabrikanten tätig wurden.
Zu Beginn des Hannoverschen Schützenfestes warb die Firma Emil Vollrath – die „[…] bedeutendste Wurst-, Aufschnittwaren- und Fleischkonserven-Fabrik“ – am 6. Juli 1913 im Hannoverschen Anzeiger für Hannoversche Fest-Würstchen. Bereits im 25. Jahr würde das Unternehmen auf dem Schützenplatz seine Produkte anbieten, im Rundteil im Zentrum des Platzes vor allem Brüh- und Rostbrat-Würstchen, „[…] letztere mit Sauerkraut, Meerrettich oder Kartoffelsalat“.
Unterdessen hatte – ebenso wie das Ehepaar Weishäupl – auch der in Linden tätige Fleischwarenfabrikant Fritz Ahrberg nach der Errichtung seiner gleichnamigen Wurstfabrik mit dem Aufbau eines eigenen Filialnetzes begonnen. Und obwohl das „Fabrik-Etablissement“ Emil Vollrath noch im Jahr des Beginns des Ersten Weltkrieges mit seiner letzten Jahresschlachtung und Verwurstung von rund 20.000 Schweinen trumpfen konnte, seine Versandwaren für den Export 1915 gar in der Deutschen Levante-Zeitung offerierte, ging es nicht zuletzt gerade auch aufgrund der Kriegseinflüsse mit der Firma bergab. Noch 1914 wechselte die Betriebsführung an den neuen Inhaber Max Vollrath, der das „bedeutendste Platz- und Versandgeschäft“ für Fleischkonserven in der Calenberger Straße 36 und später auch in der Asternstraße 2–4 dann geleitet haben soll. Schon um den Beginn der Weimarer Republik musste Vollrath Insolvenz anmelden, während Fritz Ahrberg seinen Aufstieg zum „Wurstkönig“ fortsetzen konnte.

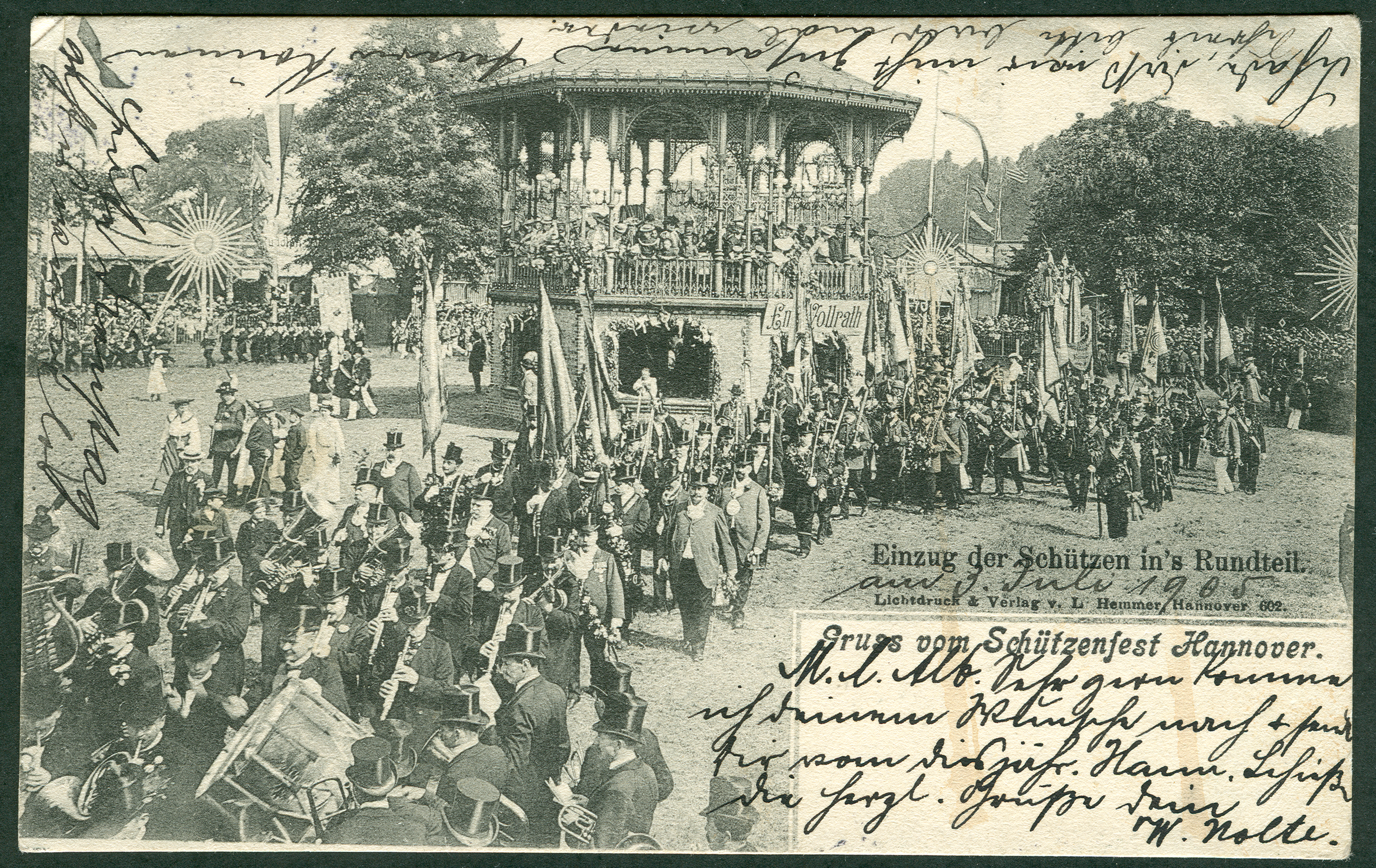
Verkauf im Rundteil des Schützenplatzes zu Beginn des hannoverschen Schützenfestes, um 1900; Ansichtskarte Nr. 602 von Ludwig Hemmer
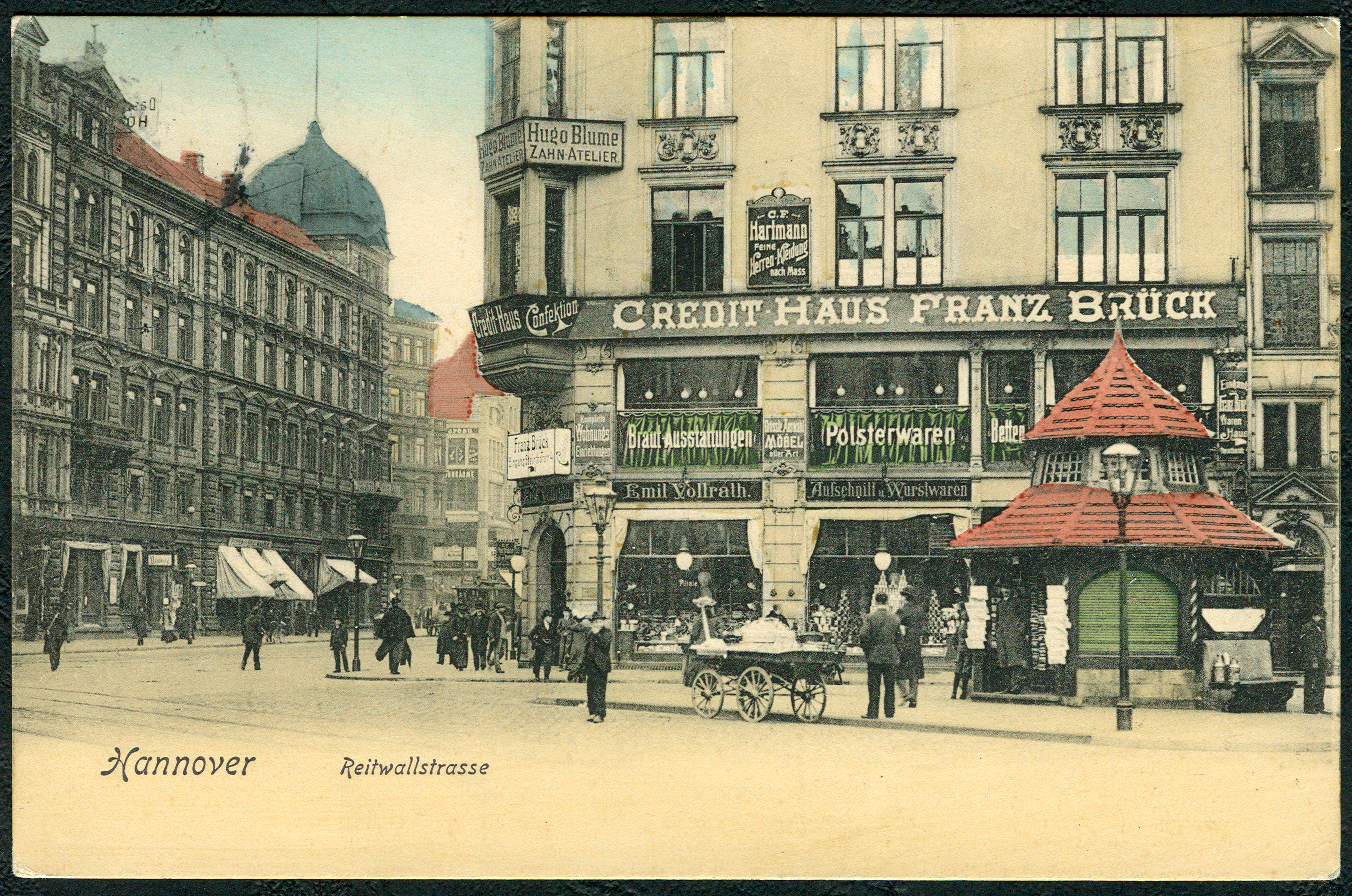
Filialgeschäft mit großen Schaufenstern an der Reitwallstraße (rechts) Ecke Georgstraße, 1906; kolorierte Karte Nr. 106 der Norddeutschen Papier-Industrie
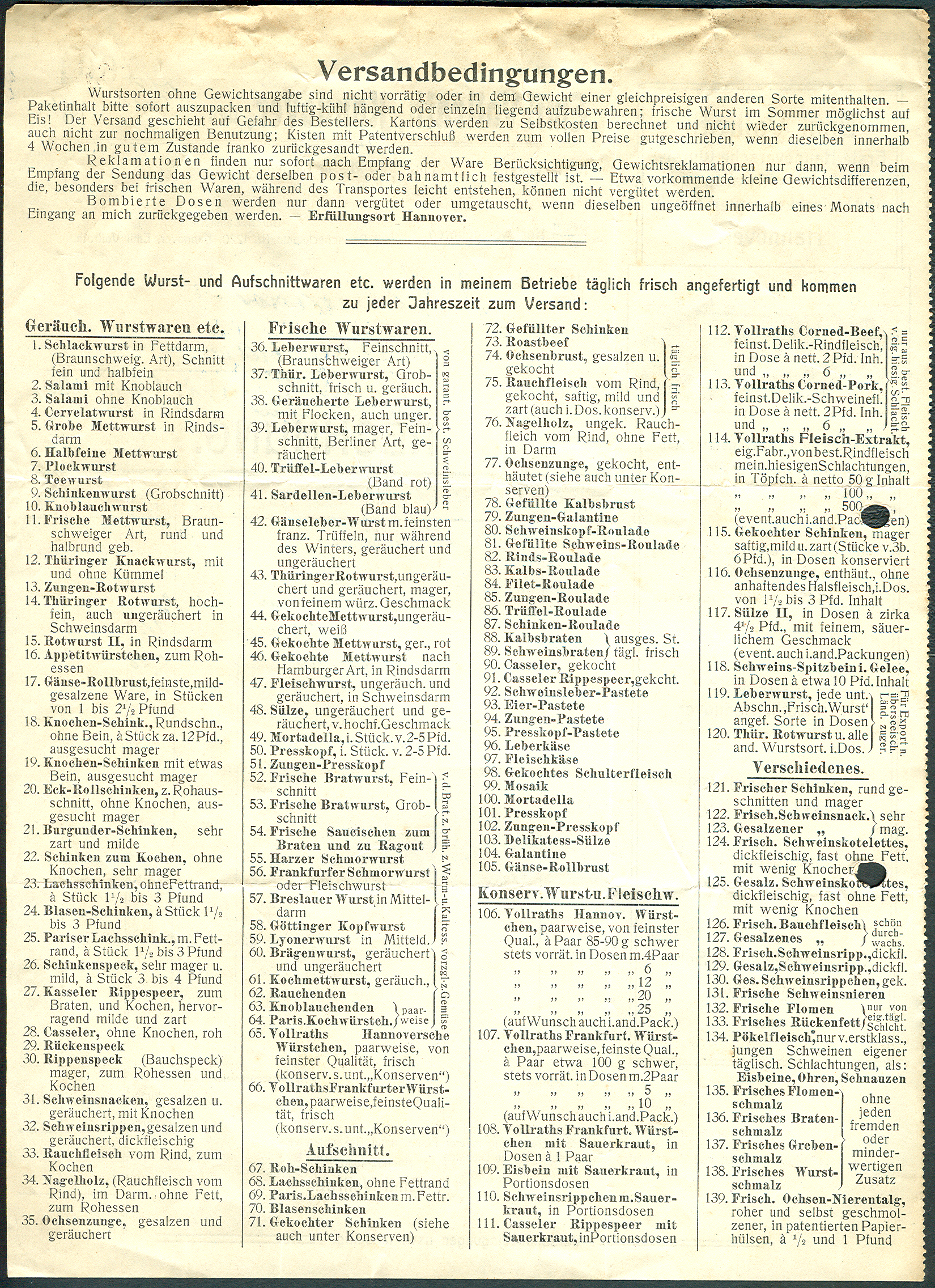
Versandbedingungen für rund 140 täglich angebotene Fleischprodukte, um 1914; Rückseite eines Abreiss-Rechnungsbogens
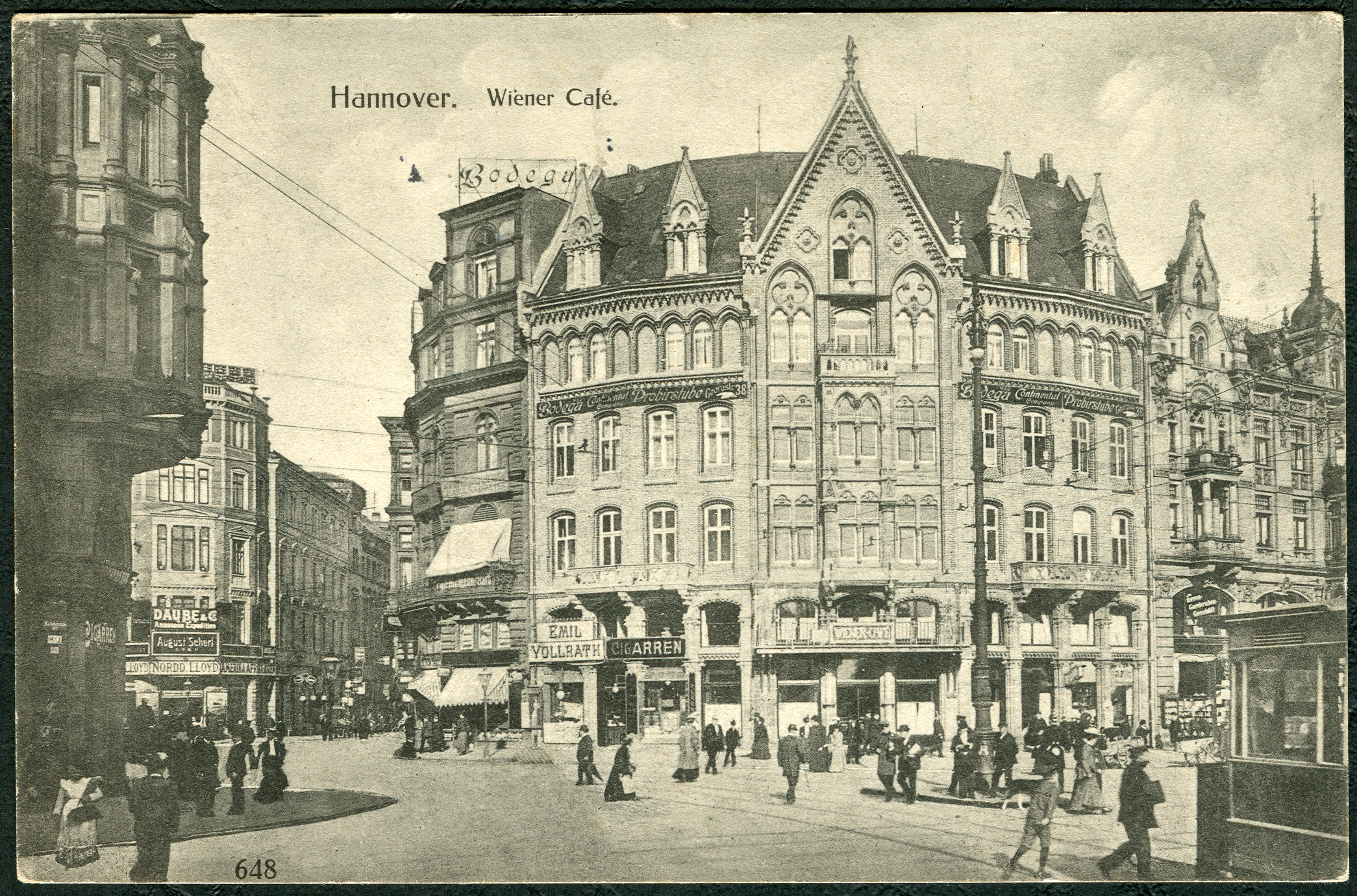
Filiale im Haus Wiener Café am Kröpcke; Ansichtskarte Nr. 648 eines anonymen Fotografen